# Dual channel

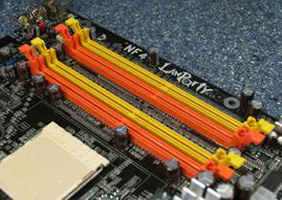
Slot di memoria Dual channel colorati

L'architettura Dual-channel DDR/DDR2/DDR3/DDR4 è una tecnologia utilizzata per raddoppiare la velocità di trasferimento dei dati dalla RAM al northbridge. I controller di memoria che la supportano utilizzano due canali di dati a 64 bit, che forniscono una larghezza di banda totale di 128 bit per spostare i dati dalla RAM al processore.
Perché questo avvenga, i moduli di memoria devono essere installati negli slot di memoria adatti sulla scheda madre, che solitamente sono colorati. Ogni modulo dovrebbe essere identico (in numero di chip e lati utilizzati) al secondo modulo nello slot corrispondente. È possibile, anche se non sicuro, utilizzare moduli di memoria di produttori diversi, se essi hanno la stessa dimensione, specifica, numero di chip di memoria ed organizzazione interna. Spesso però questa possibilità viene rimossa dal produttore della scheda madre. Per questo, molti dei produttori di moduli di memoria vendono oggi kit composti da coppie di moduli identici adatti per essere usati in modalità dual channel.

## Obiettivo
La tecnologia dual channel è stata introdotta per risolvere i colli di bottiglia. Velocità dei processori sempre maggiori richiedono componenti dalle prestazioni sempre più elevate per funzionare a dovere.
Uno tra i componenti più importanti è appunto il controller di memoria, che regola il flusso di dati tra la CPU e la RAM. Il controller di memoria determina il tipo e la velocità dei moduli di memoria installati, così come la loro dimensione. Esistono molte implementazioni diverse per questi controller. Prima del 2003, la maggior parte di essi sfruttava un singolo canale per il trasferimento dei dati. Questa soluzione, più flessibile e meno costosa, crea però problemi con i processori più veloci, che rimangono in attesa dei dati in arrivo dalla memoria senza essere sfruttati appieno. In una configurazione simile, ogni processore con una frequenza di front side bus maggiore di quella dei moduli di memoria è destinato a cadere vittima di questo effetto collo di bottiglia.
La configurazione dual channel permette di alleviare questo problema duplicando la quantità di dati trasferibile nello stesso intervallo di tempo. Al singolo canale esistente ne viene affiancato un secondo. Quando i due canali funzionano simultaneamente, il collo di bottiglia è ridotto. Invece di attendere una miglioria tecnologica dai produttori di memorie, l'architettura dual channel migliora il modo in cui sono gestiti i moduli di memoria esistenti.
L'implementazione di Intel ed AMD differisce, ma la base teorica è la stessa.